# عباس شباویز
عبّاس شباویز (زاده ۱۳۰۸ در تهران – ۲۲ آبان ۱۳۸۸ در تهران) کارگردان و تهیه‌کننده و هنرپیشه سینمای ایران بود.

## زندگی
او فعالیتِ هنریش را از سالِ ۱۳۲۸ با بازی در تئاتر آغاز کرد و از سال ۱۳۳۶ با مدیریت تولید فیلم «مردی که رنج می‌برد» وارد سینما شد و دراین حوزه به عنوان مدیر تولید، هنرپیشه و کارگردان فعالیتش را ادامه داد.
شباویز سال ۱۳۴۵ استودیو «آریانا فیلم» را تأسیس کرد که با پایه‌گذاری این شرکت سنگ بنای ساخت فیلم‌های متفاوتی در سینمای ایران هم‌چون قیصر و خداحافظ رفیق را بنا نهاد و شرایط ورود جوانانی چون مسعود کیمیایی، عباس کیارستمی و امیر نادری را به سینمای ایران فراهم ساخت.
وی برادر صادق شباویز (بازیگر تئاتر) بود.

### مرگ

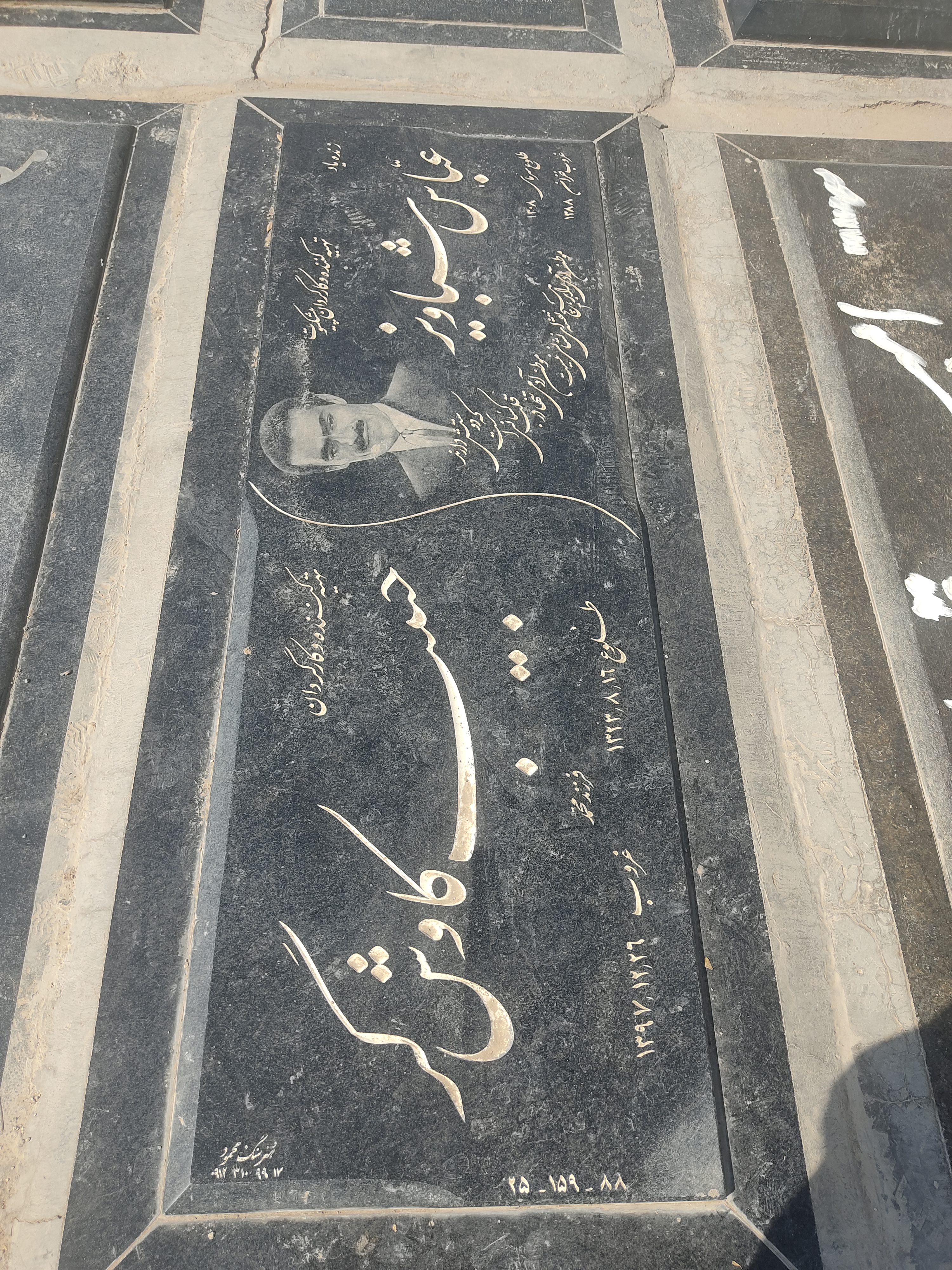
قبر عباس شباویز در قطعه هنرمندان بهشت زهرا

عباس شباویز که مدت‌ها از بیماری سرطان رنج می‌برد روز جمعه ۲۲ آبان ۱۳۸۸ در سن ۸۰ سالگی در منزل خود از دنیا رفت.

## فیلم‌شناسی

### کارگردان
- دزد سوم (۱۳۵۴)
- روسپی (۱۳۴۸)
- امروز و فردا (۱۳۴۵)
- مو طلایی شهر ما (۱۳۴۴)
- سه تفنگدار (۱۳۴۳)
- فرار (۱۳۴۲)
- گل گمشده (۱۳۴۱)
- صد کیلو داماد (۱۳۴۰)
- دوستان یکرنگ (۱۳۳۹)

### نویسنده
- روسپی (۱۳۴۸)
- امروز و فردا (۱۳۴۵)
- مو طلایی شهر ما (۱۳۴۴)
- فرار (۱۳۴۲)
- گل گمشده (۱۳۴۱)
- صد کیلو داماد (۱۳۴۰)
- دوستان یکرنگ (۱۳۳۹)
- دزد سوم (۱۳۵۴)

### بازیگر
- بدلکاران (۱۳۷۶)
- یاغی (۱۳۷۶)
- قهرمان قهرمانان (۱۳۴۴)
- گنج قارون (۱۳۴۴)
- فرار (۱۳۴۲)
- کلید (۱۳۴۱)

### تهیه‌کننده
- بی نشان (۱۳۵۵)
- سینه‌چاک (۱۳۵۵)
- بدکاران (۱۳۵۲)
- خداحافظ رفیق (۱۳۵۰)
- همای سعادت (۱۳۵۰)
- دور دنیا با جیب خالی (۱۳۴۹)
- رابطه (۱۳۴۸)
- قیصر (۱۳۴۸)
- چرخ بازیگر (۱۳۴۷)
- رودخانه وحشی (۱۳۴۷)
- سه دیوانه (۱۳۴۷)
- زنی به نام شراب (۱۳۴۶)
- امروز و فردا (۱۳۴۵)
- مو طلایی شهر ما (۱۳۴۴)

### مدیر تولید
- وکیل اول (۱۳۶۵)
- سه دیوانه (۱۳۴۷)